# Roberto Saviano
Roberto Saviano (Nápoly, 1979. szeptember 22. –) olasz író, esszéista, újságíró és forgatókönyvíró. Írásaiban, többek között cikkeiben és Gomorra című könyvében az irodalom és az oknyomozó riportok segítségével számol be az olaszországi szervezett bűnözés, különösen a Camorra bűnszövetkezet területének és üzletének gazdasági valóságáról, valamint általában a szervezett bűnözésről.
Miután 2006-ban halálos fenyegetéseket kapott a Camorra Casalesi-klánja részéről, amelyet leleplező írásában és a Casal di Principe téren a törvényesség védelmében tartott tüntetésen elítélt Saviano szigorú biztonsági protokoll alá került. 2006. október 13. óta rendőri védelem alatt él.
Saviano számos fontos olasz és nemzetközi újsággal működött együtt. Jelenleg a l'Espresso, a La Repubblica és a The Post Internazionale olasz kiadványokba ír. Nemzetközi szinten együttműködik az Egyesült Államokban a The Washington Post-tal, a New York Times-szal és a Time-al; Spanyolországban az El País-szal; Németországban a Die Zeittal és a Der Spiegel-lel; Svédországban az Expressennel; az Egyesült Királyságban pedig a The Times-szal és a The Guardiannal.
Írásait számos fontos író és más kulturális személyiség dicsérte, mint például Umberto Eco.
Saviano ateistaként azonosítja magát.

## Életrajza

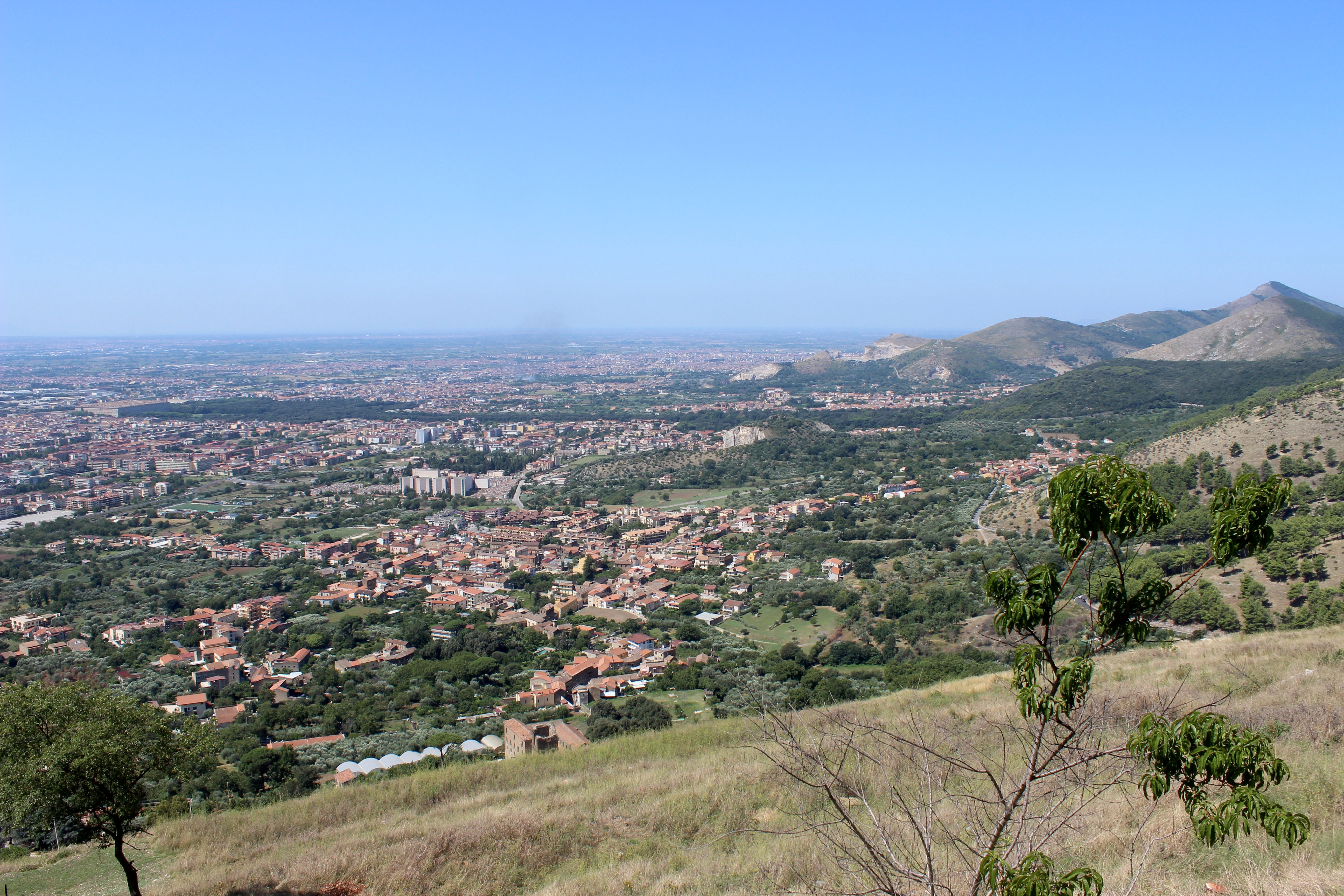
Saviano Caserta közelében nőtt fel.

Luigi Saviano nápolyi orvos és Miriam Haftar, a zsidó származású ligur fia, Roberto Saviano az Armando Diaz Állami Tudományos Középiskolában szerzett érettségit, majd filozófia szakon szerzett diplomát a Nápolyi II. Frigyes Egyetemen, ahol Francesco Barbagallo történész tanítványa volt. 1997-ben középiskolás korában közel került az Olasz Marxista–Leninista Párthoz (PMLI), és cikkeket közölt annak hetilapjában, az Il Bolscevicoban Roberto Ercolino álnéven. 2001-ben azonban minden kapcsolatot megszakított a PMLI-vel.
2002-ben kezdte pályafutását az újságírás terén, számos magazinnak és napilapnak írt, köztük a Pulp, Diario, Sud, Il manifesto, a Nazione Indiana weboldalnak és a Corriere del Mezzogiorno Camorra megfigyelő egységének. Az akkori cikkei már elég fontosak voltak ahhoz, hogy 2005 elején az igazságügyi hatóságok meghallgassák őt a szervezett bűnözéssel kapcsolatban.
2006 márciusában kiadta a Gomorra című regényt, amelyet valós események ihlettek. Mario Gelardival együtt egy azonos nevű színházi mű szerzője, és a regény alapján készült Gomorrah című film forgatókönyvírója. 2009. december 10-én, a Nobel-díjas Dario Fo jelenlétében Saviano megkapta a Brerai Képzőművészeti Akadémia tiszteletbeli tagja címet és a kommunikáció és művészeti nevelés területén a második szintű tudományos diploma Honoris Causa fokozatát, amely az egyetem által adható legmagasabb fokozat. 2011. január 22-én a Genovai Egyetem honoris causa jogi bachelor fokozatot adományozott neki „a bűnözés elleni küzdelemhez és a törvényesség védelméhez való jelentős hozzájárulásért hazánkban”. Saviano a milánói kerületi ügyészség bíráinak ajánlotta a megtiszteltetést, akik a Rubygate ügyében nyomoztak. Ez vitához vezetett Marina Berlusconival, Silvio Berlusconi lányával és az Arnoldo Mondadori Editore kiadó elnökével.
Savianóra elsősorban olyan dél-olasz értelmiségiek hatottak, mint Giustino Fortunato és Gaetano Salvemini, Errico Malatesta és Mihail Bakunyin anarchisták, valamint Rocco Scotellaro költő. Emellett elmondta, hogy számos neves író, például Ernst Jünger, Ezra Pound, Louis-Ferdinand Celine, Carl Schmitt és Julius Evola nevéhez fűződik a műveltségi háttere.
2015-ben Saviano Mimmo Borrelli nápolyi drámaíróval dolgozott együtt a Sanghenapule – Vita straordinaria di San Gennaro című darabban, amely a milánói Piccolo Teatro 2015/2016-os évadának része volt.
2006-ban, a Camorra tevékenységét elítélő Gomorra sikere után Saviano baljós fenyegetéseket kapott. Ezeket megerősítették a rendőrségi informátorok és a jelentések, amelyekből kiderült, hogy a Casalesi-klán megpróbálta megölni Savianót. A nyomozók azt állították, hogy a Camorra választotta ki a Casalesi klán főnökét, Giuseppe Setolát Saviano megölésére.
A nápolyi rendőrségi nyomozások után Giuliano Amato olasz belügyminiszter személyes testőrt rendelt Savianóhoz, és áthelyezte Nápolyból. 2008 őszén az informátor Carmine Schiavone, a bebörtönzött Casalesi-klán főnökének, Francesco Schiavonénak az unokatestvére felfedte a hatóságoknak, hogy a klán azt tervezte, hogy karácsonyra a Róma és Nápoly közötti autópályán bombával likvidálja Savianót és rendőri kíséretét; ugyanebben az időszakban Saviano bejelentette, hogy el akarja hagyni Olaszországot, hogy ne kelljen elítéltként élnie, és hogy visszanyerje az életét.
2008. október 20-án hat Nobel-díjas szerző és értelmiségi (Orhan Pamuk, Dario Fo, Rita Levi-Montalcini, Desmond Tutu, Günter Grass és Mihail Gorbacsov) közzétett egy cikket, amely szerint Saviano mellett állnak a Camorra ellenében. Azt is kijelentették, hogy az olasz kormánynak meg kell védenie Saviano életét, és segítenie kell neki a normális életvitelét. Az aláírásokat a La Repubblica olasz újság honlapján gyűjtötték.
Saviano „Olaszország afrikai hősei” címmel írt véleménycikket a New York Times 2010. január 24-i számában. Az afrikai bevándorlók és az olaszok között 2010 januárjában a calabriai Rosarno városában kitört zavargásokról írt. Szerinte a zavargások inkább a migránsok ’Ndrangheta, azaz a calabriai maffia általi kizsákmányolására, mint az olaszok ellenségeskedésére voltak válaszok.
2010 novemberében Fabio Fazióval együtt ő vezette a Vieni via con me című olasz televíziós műsort, amelyet négy héten át sugárzott a Rai 3.
A ZeroZeroZero című könyve 2013-ban jelent meg a Feltrinelli kiadónál, az angol fordítást pedig 2015 júliusában adta ki a Penguin Random House. Ez a könyv a kokain körüli pénzügyi ügyletekről szól, kitérve a kokain kontinenseken átívelő mozgására és a drogpénzek szerepére a nemzetközi pénzügyekben.
2023 októberében Saviano 1000 eurós felfüggesztett pénzbüntetést kapott, amiért 2020 decemberében trágárkodott Giorgia Meloni ellen. Saviano egy televíziós interjú során használta a szót, miközben Meloni és Matteo Salvini bevándorlásellenes álláspontját jellemezte. A döntés értelmében Savianónak csak akkor kell kifizetnie a bírságot, ha megismétli a szabálysértést. Saviano ügyvédje szerint fellebbezni fog az ítélet ellen.

## Díjak és kitüntetések
- 2010 Európai Könyvdíj
- 2011 PEN/Pinter-díj
- 2011 Olof Palme-díj, Lydia Cachóval(wd) együtt.[36]
- Jogtudományi diploma honoris causa – Genovai Egyetem, 2011. január 22.
- 2012. január 18-án Roberto Savianót Milánó díszpolgárává avatták.[37]
- A Silvano Casulli(wd) olasz amatőrcsillagász által 2007-ben felfedezett 278447 Saviano aszteroidát Saviano írói és újságírói érdemei tiszteletére nevezték el.[38][39] A hivatalos elnevezési idézetet a Minor Planet Center(wd) 2012. április 6-án tette közzé (M.P.C. 79108).[40]
- 2013. június 7-én hivatalosan megkapta Firenze díszpolgárságát Matteo Renzi akkori polgármestertől.
- 2019 Oxfam Novib/PEN díj a szólásszabadságért[41]

## Bibliográfia

### Könyvek
- Gomorra. Viaggio nell'impero economico e nel sogno di dominio della camorra – Segrate: Mondadori, 2006. ISBN 978-88-04-56915-2 – ISBN 88-04-55450-9
  - Gomorrah: A Personal Journey into the Violent International Empire of Naples' Organized Crime System – Farrar, Straus and Giroux, 2008. ISBN 978-03-7416-527-7
- La paranza dei bambini – Milan: Feltrinelli, 2016. ISBN 978-88-0703-207-3
  - The Piranhas: The Boy Bosses of Naples – Farrar, Straus, and Giroux. (2018). ISBN 978-03-7423-002-9
- Zero Zero Zero – Milan: Feltrinelli, 2013. ISBN 978-88-0703-053-6
  - Zero Zero Zero – Penguin Press. 2015. ISBN 978-15-9420-550-7
- Bacio feroce – Segrate: Mondadori, 2017 ISBN 978-88-0789-166-3
  - Savage Kiss: A Novel – Farrar, Straus and Giroux, 2020. ISBN 978-03-7410-795-6
- Solo è il coraggio. Milan-Florence: Bompiani (2022). ISBN 978-88-30-10168-5
- Cuore puro. Florence: Giunti (2022). ISBN 978-88-09-97786-0

### Novellák
- Il contrario della morte (2007)
- Super Santos (2012)

### Képregény
- Sono ancora vivo, Drawn by Asaf Hanuka(wd), Milan: Bao Publishing (2021). ISBN 978-88-32-73207-8
  -  I'm Still Alive, Drawn by Asaf Hanuka, Archaia Entertainment (2022). ISBN 978-16-8415-442-5

#### "A halászhajó történetei"
- I teschi dei ladri, With Tito Faraci. Drawn by Riccardo La Bella, Milan: Feltrinelli (2021). ISBN 978-88-07-55037-9
- Cosplayer, With Tito Faraci. Drawn by Riccardo La Bella, Milan: Feltrinelli (2022). ISBN 978-88-07-55097-3
- Ultima corsa, With Tito Faraci. Drawn by Riccardo La Bella, Milan: Feltrinelli (2022). ISBN 978-88-07-55100-0
- La memoria delle ossa, With Tito Faraci. Drawn by Riccardo La Bella, Milan: Feltrinelli (2022). ISBN 978-88-07-55120-8

### Esszék
- Beauty and the Inferno. Verso (2012). ISBN 978-18-4467-950-8
- La parola contro la camorra – Turin: Einaudi, 2010 (published with DVD). ISBN 978-88-06-20218-7
- Vieni via con me – Milan: Feltrinelli, 2011. ISBN 978-88-07-49110-8
- In mare non esistono taxi. Milan: Contrasto Due (2019). ISBN 978-88-69-65786-3
- Cuore puro. Florence: Giunti (2022). ISBN 978-88-301-0091-6
- NarcoIslam. Pratiche mafiose del fondamentalismo islamico. Rome: Contrasto (2023). ISBN 978-88-6965-683-5

### Hangoskönyv
- Se questo è un uomo (If This Is a Man) by Primo Levi, read in Italian by Roberto Saviano – Rome: Emons, 2013. ISBN 978-88-95703-93-0

### Egyéb
- Preface to Anatole France's La rivolta degli angeli, Padua, Meridiano zero, 2004; 2009
- A occhi aperti. Le nuove voci della narrativa italiana raccontano la realtà, et al., Milan Oscar Mondadori, 2008. ISBN 978-88-04-58356-1
- Raccontare la realtà. Un grande reporter americano incontra l'autore di Gomorra, con William Langewiesche, Rome, Internazionale, 2008 (publication of the conversation between Saviano and William Langewiesche(wd) at the Ferrara Internazionale literary festival, 2007)
- Introduction to Michael Herr, Dispacci, Milan, Bur, 2008 (Italian edition of Michael Herr's Dispatches)
- Preface to Raffaele Sardo's La bestia. Camorra storie di delitti, vittime e complici, Milan, Melampo, 2008
- La Ferita. Racconti per le vittime innocenti di camorra, Naples, ad est dell'equatore, 2009
- Preface to Nanni Balestrini's Sandokan, storia di camorra, Rome, DeriveApprodi, 2009
- Preface to Giuseppe Fava's(wd) Prima che vi uccidano, Milan, Bompiani, 2009
- Essay in Makeba: la storia di Miriam Makeba, Iesa, Goree, 2009 (Italian edition of Makeba: My Story)
- Introduction to Anna Politkovskaja, Cecenia. Il disonore russo, Rome, Fandango, 2009 (Italian edition of Anna Politkovskaya's A Small Corner of Hell: Dispatches from Chechnya)
- LiberaMente. Storia e antologia della letteratura italiana, et al., 3 voll., Palermo, Palumbo, 2010
- Preface to Andrea Pazienza's(wd) Astarte, Rome, Fandango, 2010
- Preface to Mario Gelardi's Liberami dal male. La vera storia di Marco Marchese, Naples, ad est dell'equatore, 2010
- Introduction to Joseph Conrad, La linea d'ombra, Rome, Gruppo Editoriale L'Espresso, 2011 (Italian edition of Joseph Conrad's The Shadow Line)
- Preface to Umberto Eco's Der ewige Faschismus, Munich, Hanser(wd), 2020. ISBN 978-3-446-26576-9 (The Eternal Fascism, a collection of several of Eco's works, published in Italy as Il fascismo eterno and Migrazioni e intolleranza in 2018 and 2019, retranslated from the Italian, English, and French texts of Eco into German, with a preface by Saviano).

### Újságcikkek
- "Un sogno leghista", Nazione Indiana, 21 February 2003
- "Pasta, fagioli e clandestinità", Diario, 4 July 2003
- "La parola camorra non esiste", Nazione Indiana, 16 September 2003
- "L'infinita congettura", Nazione Indiana, 27 February 2004
- "La città di notte", Nazione Indiana, 22 March 2004
- "Annalisa. Cronaca di un funerale", Nazione Indiana, 9 April 2004
- "L'odiatore", Nazione Indiana, 4 May 2004 (an abridged version of this article was published in Pulp Libri in 2003)
- "Su Gustaw Herling", Nazione Indiana, 3 June 2004 (from Pulp Libri, n. 48)
- "Giancarlo Siani", Nazione Indiana, 11 June 2004
- "Mauro Curradi(wd), scrittore d'Africa", Nazione Indiana, 17 July 2004 (from Pulp Libri, January 2003)
- "Vi racconto di Marano e dei due compari", Nazione Indiana, 5 August 2004
- "L'affermazione della libertà. Intervista a Mauro Curradi", Nazione Indiana, 24 August 2004
- "Kaddish per Enzo", Nazione Indiana, 27 August 2004
- "La bugia perenne", Nazione Indiana, 23 September 2004
- "Lettera a Federico Del Prete", Nazione Indiana, 13 October 2004
- "La brillante carriera del giovane di sistema", Nazione Indiana, 26 October 2004 (from Il manifesto, 24 October 2004)
- "Qui", Nazione Indiana, 23 November 2004
- "Il mestiere dei soldi", Nazione Indiana, 15 December 2004 (from Sud. Rivista di cultura, arte e letteratura, n. 3, December 2004)
- "Felicia", Nazione Indiana, 8 December 2004
- "Pandori e moda. La camorra spa", Nazione Indiana, 23 December 2004 (from Il manifesto, 16 December 2004)
- "Isaac Bashevis Singer", Nazione Indiana, 14 January 2005 (from Pulp Libri, n. 52, November–December 2004)
- "Boss e poeti", Nazione Indiana, 13 February 2005 (from Corriere della Sera – Corriere del Mezzogiorno, January 2005)
- "Giuliana Sgrena(wd): quello che sta accadendo", by Sergio Nazzaro and Roberto Saviano, Nazione Indiana, 25 February 2005
- "33", Nazione Indiana, 14 March 2005 (from Corriere della Sera – Corriere del Mezzogiorno, 13 March 2005)
- "Ferdinando Tartaglia, Fenomenologia di un'eresia anarchica", Nazione Indiana, 10 April 2005 (from Pulp, n. 53, January–February 2005)
- "Il matriarcato", Nazione Indiana, 14 May 2005 (da Corriere della Sera – Corriere del Mezzogiorno, 16 April 2005)
- "Scrivere sul fronte meridionale. Lettera agli amici indiani", Nazione Indiana, 17 April 2005
- "La terra padre", Nazione Indiana, 2 June 2005 (from Nuovi Argomenti, n. 30, April–June 2005)
- "Io so e ho le prove", Nazione Indiana, 2 December 2005 (from Nuovi Argomenti, n. 32, October–December 2005)
- "Super santos, pali e capistazione", Nazione Indiana, 10 October 2005 (from Il pallone è tondo, edited by Alessandro Leogrande, L'ancora del mediterraneo, 2005)
- "Scampia Erzegovina" 13 July 2005 I Miserabili (from Generazioni. Nove per due, L'ancora del mediterraneo, 2005)
- "Langewiesche, scrittore d'aria, di terra e di mare", Nazione Indiana, 2 December 2005 (from Pulp Libri, n. 56, July–August 2005)
- "Inferno napoletano" Archiválva 2011. november 29-i dátummal a Wayback Machine-ben, L'espresso n. 36, 14 September 2006
- "Da Scampia si vede Pechino" Archiválva 2013. január 15-i dátummal a Wayback Machine-ben, L'espresso n. 38, 28 September 2006
- "E voi dove eravate" Archiválva 2011. november 29-i dátummal a Wayback Machine-ben, L'espresso n. 46, 21 November 2006
- "Quanto costa una parola"[halott link], L'espresso n. 52, 4 January 2007
- "Vi racconto l'impero della cocaina"[halott link], L'espresso n. 10, 15 March 2007
- "Spartani di George Bush" Archiválva 2011. december 22-i dátummal a Wayback Machine-ben, L'espresso n. 12, 29 March 2007
- "Guai a raccontare questo paese" Archiválva 2011. november 29-i dátummal a Wayback Machine-ben, L'espresso n. 15, 19 April 2007
- "Io sto con gli indiani", L'espresso n. 16, 23 April 2007
- Saviano, Roberto. „TAV, da Napoli alla Val di Susa le mani della mafia sui cantieri”, la Repubblica , 2012. március 6.
- Saviano, Roberto (Hiba: Érvénytelen idő.). „The migrant caravan : made in USA”. The New York Review of Books 66 (4), 14–16. o.

### Magyarul megjelent
- Gomorra (Utazás a nápolyi maffia, a Camorra birodalmába) – Partvonal, Budapest, 2007 ISBN 9789639644700 Fordította: Bíró Júlia
- Zéró Zéró Zéró (A világot felforgató kokain nyomában) – Partvonal, Budapest, 2014 ISBN 9786155283178 Fordította: Matolcsi Balázs · Illusztrálta: Ghyczy Dia
- Gomorra; ford. Bíró Júlia, Nádor Zsófia; Helikon, Budapest, 2018
- Ragadozók (La paranza dei bambini) – Helikon, Budapest, 2021 ISBN 9789634793106 Fordította: Matolcsi Balázs

## Filmek

### Rendező
- I'm Still Alive (TBA)[42]

### Alkotó
- Gomorrah (since 2014, directed by Stefano Sollima(wd), Francesca Comencini(wd), Claudio Cupellini(wd), Claudio Giovannesi(wd), Marco D'Amore(wd))

### Forgatókönyv
- Gomorrah (2008, directed by Matteo Garrone)
- Gomorrah (since 2014, directed by Stefano Sollima, Francesca Comencini, Claudio Cupellini, Claudio Giovannesi, Marco D'Amore)
- Piranhas (2019, directed by Claudio Giovannesi)
- I'm Still Alive (TBA)[42]

### Adaptációk
- Tatanka (2011, rendezte Giuseppe Gagliardi(wd))[43]
- ZeroZeroZero (2019-óta, rendezte Stefano Sollima(wd), Janus Metz(wd), Pablo Trapero(wd))[44]

## Fordítás
- Ez a szócikk részben vagy egészben  a   Roberto Saviano című angol Wikipédia-szócikk fordításán alapul.  Az eredeti cikk szerkesztőit annak laptörténete sorolja fel. Ez a jelzés csupán a megfogalmazás eredetét és a szerzői jogokat jelzi, nem szolgál a cikkben szereplő információk forrásmegjelöléseként.